# Okinawicius okinawaensis
Espèce
Synonymes
- Pseudicius okinawaensis Prószyński, 1992

Okinawicius okinawaensis est une espèce d'araignées aranéomorphes de la famille des Salticidae.

## Distribution
Cette espèce est endémique d'Okinawa dans l'archipel Nansei au Japon.

## Description
La carapace de la femelle holotype mesure 2,12 mm de long sur 1,37 mm et l'abdomen 3,50 mm de long.

## Étymologie
Son nom d'espèce, composé de okinawa et du suffixe latin -ensis, « qui vit dans, qui habite », lui a été donné en référence au lieu de sa découverte, Okinawa.

## Publication originale
- Prószyński, 1992 : Salticidae (Araneae) of the Old World and Pacific Islands in several US collections. Annales zoologici, Warszawa, vol. 44, p. 87-163.